# Edda Armas
Edda Armas Ponce (Caracas, 2 de junio de 1955) es una escritora, poetisa, psicóloga social, editora y gestora cultural venezolana.

## Biografía
Hija del escritor Alfredo Armas Alfonzo(1921-1990)  y de Aída Armas (1930), dibujante técnico y esmaltista, creció en un hogar marcado por el arte. Es hermana del fotógrafo Ricardo Armas (1952), del artista plástico Enrico Armas (1957) y de la diseñadora gráfica Annella Armas (1962). Egresó  como psicóloga social de la Universidad Central de Venezuela. Contrajo matrimonio con el ingeniero Carlos César Ríos Millán en 1988. De la unión nacieron dos hijas: Camila Ríos Armas, también poeta, y Jimena Ríos Armas.     
Presidió P.E.N Venezuela entre 2005 y 2009. Sus poemas  han sido publicados en antologías, revistas y prensa de Venezuela, Ecuador, España, Francia, Israel, Brasil, Perú, Paraguay, México, Colombia y EE. UU. Dicta talleres de creación poética. En 2015 creó el sello de poesía venezolana Dcir ediciones en alianza con Carlos Cruz-Diez y Annella Armas. Reside en Venezuela. 

## Obra

### Poesía
- Roto todo silencio (1975, 2016)
- Contra el aire (1976)
- El sol cambia de casa (1979)
- Cuerdas de serpiente (1985)
- Rojo circular (1992)
- Sable (1995)
- El reino sin fin (1996)
- La otra orilla (1999)
- La mujer que nos mira (2000)
- En bicicleta (2003)
- Armadura de piedra (2005)
- Dagas y otras flores / Antología personal (2007)
- Casa y arcángel (New York, Plaquettes PenPress, 2008)
- Padrenuestos (2008)
- Madreselvas (2008)
- Toma lo simple por el tallo (2009)
- Corona mar (2011)
- Sin negativo ni estaciones (2012)
- Alas de navío (2016)
- A la hora del grillo (2016)
- Fruta hendida (2019)
- Manos (2019)
- Talismanes para la fuga (2022)

### Crónica
- Alguna vez el corazón aprendió de la rosa/ Relatos sobre mi padre (2005)

### Ediciones críticas
- Alfredo Armas Alfonzo ante la crítica (2002)[3]
- Otro cielo aún más cerca. Imaginario popular de Alfredo Armas Alfonzo (2003)[4]
- Fe de errantes / 17 poetas del mundo (2006) coautoría con Lihie Talmor. Otero Ediciones.
- El ojo errante (2009) Libro colectivo, antología del Taller homónimo bajo su coordinación.
- Osarios, desiertos y otros ángeles de Alfredo Armas Alfonzo. Antología de cuentos 1949-1990 (2004)(Selección y cronología), Biblioteca Básica de Autores. Monte Ávila Editores Latinoamericana.
- Nubes. Poesía hispanoamericana. (2019). Madrid: Editorial Pre-Textos.

## Premios
- Premio Municipal de Poesía de Caracas 1995
- Premio Internacional de la Bienal de Poesía “J.A. Ramos Sucre” 2002
- Premio de Honor Naji Naaman’s Literary Prizes 2014, otorgado por la Naji Naaman’s Foundation for Gratis Culture, de Líbano, por su trayectoria completa. Honor prizes (for complete work).[5]
- Orden Alejo Zuloaga en su Tercera Clase de la Universidad de Carabobo, conferida en 2013 por su Obra Poética y su aporte como gestora cultural.